# Jordan Valley
Jordan Valley – miasto w Stanach Zjednoczonych, we wschodniej części stanu Oregon, w hrabstwie Malheur. Ludność — 239  mieszkańców (2000).